# 1444 a tudományban
Az 1444. év a tudományban és a technikában.

## Események
- Cosimo de’ Medici saját firenzei palotájában megalapítja a Biblioteca Laurenzianat, a legelső nyilvános európai könyvtárat
- A mai Gubbio városához közel megtalálták az ún. Gubbiói táblákat (nevezik Eugubium, illetve Iguvium tábláknak is), melyek az Umber nyelv emlékeit őrizték

## Halálozások
- március 9. - Leonardo Bruni itáliai humanista, történetíró

## Születések
- Nilakanta Szomajadzsi (wd) indiai csillagász, matematikus († 1544)
- Donato Bramante olasz építész († 1514)